# Lophocosma
Lophocosma is een geslacht van vlinders van de familie tandvlinders (Notodontidae).

## Soorten
- L. atriplaga Staudinger, 1887
- L. geniculatum Matsumura, 1929
- L. intermedia Kiriakoff, 1963
- L. nigrilinea Leech, 1888
- L. similis Yang, 1978